# 本将棋 内藤九段将棋秘传
《本将棋 内藤九段将棋秘传》是一款由Seta公司制作和出品的棋牌类游戏。游戏于1985年8月10日在FC游戏机发行，后移植至其他平台。
本游戏为将棋游戏。由内藤国雄参与本游戏。电脑的等级不能进行设置。